# Лињола (Верчели)
Лињола је насеље у Италији у округу Верчели, региону Пијемонт.
Према процени из 2011. у насељу је живело 38 становника. Насеље се налази на надморској висини од 154 м.